# Erik Eriksenstretet
De Erik Eriksenstretet is een zee in Spitsbergen. De zee ligt tussen Nordaustlandet en Kong Karls Land. De Erik Eriksenstretet heeft een diepte van 250 meter en is vernoemd naar de schipper Erik Eriksen.